# Kolossos Rodou BC
Colossus Rhodes BC, o Kolossos Rodou BC (en griego: Α.Ο. Κολοσσός Ρόδου), conocido por motivos de patrocinio como Kolossos H Hotels, es un equipo de baloncesto griego con sede en Rodas, que disputa la competición de la A1 Ethniki. Disputa sus partidos como local en el Kallithea Palais des Sports, con capacidad para 3.400 espectadores.

## Historia
El club fue fundado en 1963, dando cabida a otros deportes como el voleibol o el judo. Fue el primer club de baloncesto surgido en la región del Mar Egeo, y debido a su aislamiento geográfico no disputó competiciones a nivel nacional hasta el año 2000, fecha en la que entra como presidente Kostas Kostaridis, quien lo inscribe en la División B, la tercera en importancia del país, ascendiendo en 2003 a la A2 Ethniki, y en 2005 finalmente a la A1 Ethniki, donde juega en la actualidad.

## Posiciones en Liga
| Season  | Nivel | División   | Pos. | G–P   | Copa de Grecia   | Competiciones europeas | Competiciones europeas |  |
| ------- | ----- | ---------- | ---- | ----- | ---------------- | ---------------------- | ---------------------- |  |
| 2011–12 | 1     | A1 Ethniki | 4.º  | 22–13 |                  |                        |                        |  |
| 2012–13 | 1     | A1 Ethniki | 10.º | 8–18  |                  |                        |                        |  |
| 2013–14 | 1     | A1 Ethniki | 10.º | 10–16 |                  |                        |                        |  |
| 2014–15 | 1     | A1 Ethniki | 7.º  | 14–15 |                  |                        |                        |  |
| 2015–16 | 1     | A1 Ethniki | 7.º  | 11–17 |                  |                        |                        |  |
| 2016–17 | 1     | A1 Ethniki | 7.º  | 14–15 | Cuartos de final |                        |                        |  |
| 2017–18 | 1     | A1 Ethniki | 8.º  | 11-17 | Cuartos de final |                        |                        |  |
| 2018–19 | 1     | A1 Ethniki | 13.º | 5-21  | Cuartos de final |                        |                        |  |

## Palmarés
Campeón de la A2 Ethniki (2005)
Subcampeón de la A2 Ethniki (2007)

## Jugadores Históricos
| - Georgios Diamantopoulos - Vassilis Soulis - Costas Harissis - Franko Nakić - Milan Tomić | - Curtis Stinson - Ernest Scott - J. R. Pinnock - Travon Bryant - Steve Logan - Saša Vasiljević |